# ロニー・ロドリゲス
ロニー・ロドリゲス・マルティネス（Ronny Rodríguez Martinez, 1992年4月17日 - ）は、 ドミニカ共和国サントドミンゴ出身のプロ野球選手（内野手）。フリーエージェント（FA）。右投右打。
CPBLでの登録名は龍德力。
愛称はエル・フェリーノ（El Felino - スペイン語で「猫」の意）。野球以外にもラッパーとしても活動しており、ラッパーとしてはこの名前を使っている。

## 経歴

### プロ入りとインディアンス傘下時代
2010年10月にクリーブランド・インディアンスと契約してプロ入り。
2011年に傘下のA級レイクカウンティ・キャプテンズでプロデビュー。98試合に出場して打率.246、11本塁打、42打点、10盗塁を記録した。
2012年はA+級カロライナ・マドキャッツでプレーし、126試合に出場して打率.264、19本塁打、66打点、7盗塁を記録した。オフにはアリゾナ・フォールリーグに参加し、スコッツデール・スコーピオンズに所属した。
2013年はAA級アクロン・エアロズでプレーし、116試合に出場して打率.265、5本塁打、52打点、12盗塁を記録した。
2014年はAA級アクロン・ラバーダックスでプレーし、118試合に出場して打率.228、5本塁打、34打点、4盗塁を記録した。
2015年もAA級アクロンでプレーし、72試合に出場して打率.286、11本塁打、29打点、4盗塁を記録した。オフの11月に開催された第1回WBSCプレミア12のドミニカ共和国代表に選出された。11月12日の日本戦では小川泰弘から本塁打を打った。
2016年はAAA級コロンバス・クリッパーズでプレーし、116試合に出場して打率.258、10本塁打、59打点、4盗塁を記録した。
2017年もAAA級コロンバスでプレーし、117試合に出場して打率.291、17本塁打、64打点、15盗塁を記録した。オフの11月6日にFAとなった。

### タイガース時代
2017年12月21日にデトロイト・タイガースとマイナー契約を結び、2018年のスプリングトレーニングに招待選手として参加することになった。
2018年は開幕を傘下のAAA級トレド・マッドヘンズで迎え、5月30日のシラキュース・チーフス戦ではサイクル安打を達成している。翌31日にメジャー契約を結んでアクティブ・ロースター入りし、同日のロサンゼルス・エンゼルス戦でメジャーデビュー。8月23日のシカゴ・ホワイトソックス戦ではジェームズ・シールズからメジャー初本塁打を打った。この年メジャーでは62試合に出場して打率.220、5本塁打、20打点、2盗塁を記録した。
2019年は84試合に出場して打率.221、14本塁打、43打点、3盗塁を記録した。

### ブルワーズ傘下時代
2019年12月9日ウェイバー公示を経てミルウォーキー・ブルワーズへ移籍した。
2020年9月14日にDFAとなり、16日にマイナー契約となった。オフの11月2日にFAとなった。

### 日本ハム時代
2020年11月27日、北海道日本ハムファイターズとの契約に合意。年俸4,000万円の1年契約を結んだ（金額は推定）。2桁本塁打を記録した長打力と内野全般を守れるユーティリティ性などが評価された。同じ苗字の投手であるブライアン・ロドリゲスがいるため、報道上の表記およびスコアボード上の表記は「R.ロドリゲス」が使われる。
2021年はCOVID-19の影響で来日が4月3日と遅れ、隔離期間を終えた4月18日に入団会見を開きチームに合流。調整を経て4月22日に一軍登録され、同日の千葉ロッテマリーンズ戦に6番三塁で来日初出場。しかし14打数連続ノーヒットと苦しみ、さらに新型コロナウイルスに感染してしまい5月2日に登録抹消。5月25日に一軍復帰すると同日の東京ヤクルトスワローズ戦で来日初安打、翌26日のヤクルト戦では来日初本塁打を記録したものの6月4日に登録抹消。6月26日に再び一軍登録され、同日のロッテ戦では来日初盗塁を記録したが、前半戦は打率.088と打撃不振に苦しんだ。しかしエキシビションマッチで好調をアピールすると、中田翔が不祥事でチームから放出され、渡邉諒は打撃不振が続き、一塁と二塁での出場機会が増加。レギュラーシーズン再開後も好調を維持し、8月は月間打率.273、9月はスタメン起用された6試合で3本塁打を記録。一塁高濱祐仁・二塁佐藤龍世・三塁野村佑希と若手が優先される中、少ないスタメンでの出場機会で結果を残し、10月8日のロッテ戦では来日初の猛打賞を記録した。斎藤佑樹の引退試合となった10月17日のオリックス・バファローズ戦（札幌ドーム）では先制の適時二塁打を放つも走塁時に右太もも裏を痛め、第2打席の途中でベンチに退いた。右ハムストリングの肉離れ（１度）と診断され、翌18日に登録を抹消された。

### 台湾・味全時代
2022年1月19日に台湾プロ野球の味全ドラゴンズと契約した。4月28日にCPBL初出場を果たした。6月22日の試合で負傷したことにより出場選手登録を抹消され、以降は1軍に昇格出来ず、8月17日に解雇された。

### メキシカンリーグ時代
2023年1月31日にリーガ・メヒカーナ・デ・ベイスボル（メキシカンリーグ）のモンテレイ・サルタンズと契約を結んだ。29試合に出場して打率.273、6本塁打、18打点を記録したが、5月30日に自由契約となった。翌31日にユカタン・ライオンズにウェーバーで移籍した。ユカタンでは10試合に出場し、打率.081、0本塁打、4打点という結果に終わった。シーズン終了後にFAとなった。
2024年はカンペチェ・パイレーツで開幕から15試合に出場したが、打率.152、1本塁打、3打点に終わり、5月15日に自由契約となった。

## 選手としての特徴・人物
二塁を中心に内野全ポジションと外野をこなすユーティリティープレイヤー。打撃ではパンチ力が武器。一方で、選球眼と確実性を課題としている。
ラッパーとしても活動しており、2017年のシーズン終了後にはミュージック・ビデオをリリースしている。
日本ハム時代は英語が話せる谷内亮太と特に親しく、彼をスペイン語で友達を意味する「アミーゴ」と呼び慕っている。日本ハム退団後の2023年9月27日に行われた谷内の引退セレモニーではビデオでメッセージを送っている。

## 詳細情報

### 年度別打撃成績
| 年 度     | 球 団     | 試 合 | 打 席 | 打 数 | 得 点 | 安 打 | 二 塁 打 | 三 塁 打 | 本 塁 打 | 塁 打 | 打 点 | 盗 塁 | 盗 塁 死 | 犠 打 | 犠 飛 | 四 球 | 敬 遠 | 死 球 | 三 振 | 併 殺 打 | 打 率 | 出 塁 率 | 長 打 率 | O P S |
| --------- | --------- | ----- | ----- | ----- | ----- | ----- | -------- | -------- | -------- | ----- | ----- | ----- | -------- | ----- | ----- | ----- | ----- | ----- | ----- | -------- | ----- | -------- | -------- | ----- |
| 2018      | DET       | 62    | 206   | 191   | 17    | 42    | 7        | 0        | 5        | 64    | 20    | 2     | 0        | 3     | 2     | 10    | 0     | 0     | 42    | 7        | .220  | .256     | .335     | .591  |
| 2019      | DET       | 84    | 294   | 276   | 29    | 61    | 12       | 3        | 14       | 121   | 43    | 3     | 1        | 0     | 5     | 13    | 0     | 0     | 82    | 5        | .221  | .252     | .438     | .690  |
| 2021      | 日本ハム  | 50    | 125   | 122   | 11    | 24    | 8        | 1        | 6        | 52    | 12    | 1     | 0        | 0     | 0     | 3     | 0     | 0     | 38    | 2        | .197  | .216     | .426     | .642  |
| 2022      | 味全      | 12    | 45    | 44    | 5     | 12    | 3        | 0        | 0        | 15    | 5     | 0     | 0        | 0     | 0     | 1     | 0     | 0     | 13    | 3        | .273  | .289     | .341     | .630  |
| MLB：2年  | MLB：2年  | 146   | 500   | 467   | 46    | 103   | 19       | 3        | 19       | 185   | 63    | 5     | 1        | 3     | 7     | 23    | 0     | 0     | 124   | 12       | .221  | .254     | .396     | .650  |
| NPB：1年  | NPB：1年  | 50    | 125   | 122   | 11    | 24    | 8        | 1        | 6        | 52    | 12    | 1     | 0        | 0     | 0     | 3     | 0     | 0     | 38    | 2        | .197  | .216     | .426     | .642  |
| CPBL：1年 | CPBL：1年 | 12    | 45    | 44    | 5     | 12    | 3        | 0        | 0        | 15    | 5     | 0     | 0        | 0     | 0     | 1     | 0     | 0     | 13    | 3        | .273  | .289     | .341     | .630  |

- 2022年度シーズン終了時

### 年度別守備成内野守備
| 年 度 | 球 団    | 一塁（1B） | 一塁（1B） | 一塁（1B） | 一塁（1B） | 一塁（1B） | 一塁（1B） | 二塁（2B） | 二塁（2B） | 二塁（2B） | 二塁（2B） | 二塁（2B） | 二塁（2B） | 三塁（3B） | 三塁（3B） | 三塁（3B） | 三塁（3B） | 三塁（3B） | 三塁（3B） | 遊撃（SS） | 遊撃（SS） | 遊撃（SS） | 遊撃（SS） | 遊撃（SS） | 遊撃（SS） |
| 年 度 | 球 団    | 試 合      | 刺 殺      | 補 殺      | 失 策      | 併 殺      | 守 備 率   | 試 合      | 刺 殺      | 補 殺      | 失 策      | 併 殺      | 守 備 率   | 試 合      | 刺 殺      | 補 殺      | 失 策      | 併 殺      | 守 備 率   | 試 合      | 刺 殺      | 補 殺      | 失 策      | 併 殺      | 守 備 率   |
| ----- | -------- | ---------- | ---------- | ---------- | ---------- | ---------- | ---------- | ---------- | ---------- | ---------- | ---------- | ---------- | ---------- | ---------- | ---------- | ---------- | ---------- | ---------- | ---------- | ---------- | ---------- | ---------- | ---------- | ---------- | ---------- |
| 2018  | DET      | 10         | 53         | 5          | 2          | 3          | .967       | 17         | 20         | 40         | 1          | 9          | .984       | 12         | 5          | 12         | 2          | 0          | .895       | 24         | 25         | 45         | 6          | 5          | .921       |
| 2019  | DET      | 13         | 88         | 7          | 0          | 9          | 1.000      | 31         | 40         | 77         | 2          | 20         | .983       | 6          | 2          | 8          | 2          | 0          | .833       | 20         | 19         | 54         | 4          | 10         | .948       |
| 2021  | 日本ハム | 6          | 43         | 5          | 1          | 6          | .980       | 22         | 25         | 30         | 0          | 7          | 1.000      | 9          | 3          | 7          | 2          | 0          | .833       | 1          | 2          | 0          | 0          | 0          | 1.000      |
| MLB   | MLB      | 23         | 141        | 12         | 2          | 12         | .987       | 48         | 60         | 117        | 3          | 29         | .983       | 18         | 7          | 20         | 4          | 0          | .871       | 44         | 44         | 99         | 10         | 15         | .935       |
| NPB   | NPB      | 6          | 43         | 5          | 1          | 6          | .980       | 22         | 25         | 30         | 0          | 7          | 1.000      | 9          | 3          | 7          | 2          | 0          | .833       | 1          | 2          | 0          | 0          | 0          | 1.000      |

外野守備
| 年 度 | 球 団 | 左翼（LF） | 左翼（LF） | 左翼（LF） | 左翼（LF） | 左翼（LF） | 左翼（LF） | 右翼（RF） | 右翼（RF） | 右翼（RF） | 右翼（RF） | 右翼（RF） | 右翼（RF） |
| 年 度 | 球 団 | 試 合      | 刺 殺      | 補 殺      | 失 策      | 併 殺      | 守 備 率   | 試 合      | 刺 殺      | 補 殺      | 失 策      | 併 殺      | 守 備 率   |
| ----- | ----- | ---------- | ---------- | ---------- | ---------- | ---------- | ---------- | ---------- | ---------- | ---------- | ---------- | ---------- | ---------- |
| 2018  | DET   | -          | -          | -          | -          | -          | -          | 1          | 0          | 0          | 0          | 0          | ----       |
| 2019  | DET   | 1          | 1          | 0          | 0          | 0          | 1.000      | -          | -          | -          | -          | -          | -          |
| MLB   | MLB   | 1          | 1          | 0          | 0          | 0          | 1.000      | 1          | 0          | 0          | 0          | 0          | ----       |

- 2021年度シーズン終了時

### 記録

#### NPB
初記録
- 初出場・初先発出場：2021年4月22日、対千葉ロッテマリーンズ6回戦（ZOZOマリンスタジアム）、6番・三塁手で先発出場
- 初打席：同上、2回表に岩下大輝から捕邪飛
- 初安打：2021年5月25日、対東京ヤクルトスワローズ1回戦（明治神宮野球場）、3回表に金久保優斗から左前安打
- 初本塁打・初打点：2021年5月26日、対東京ヤクルトスワローズ2回戦（明治神宮野球場）、6回表に清水昇から左越ソロ
- 初盗塁：2021年6月26日、対千葉ロッテマリーンズ7回戦（静岡草薙球場）、7回裏に二盗（投手：フランク・ハーマン、捕手：柿沼友哉）[37]

### 背番号
- 60（2018年 - 2019年）
- 53（2021年 - 2022年）

### 代表歴
- 2015 WBSCプレミア12 ドミニカ共和国代表